# Le Rêve de Cassandre
Pour les articles homonymes, voir Cassandre (homonymie).
Pour plus de détails, voir Fiche technique et Distribution.
Le Rêve de Cassandre (Cassandra's Dream) est un film américano-britanno-français réalisé par Woody Allen, sorti 2007.

## Synopsis
Ian et Terry, deux frères de condition modeste, vivent au-dessus de leurs moyens. Ils achètent pourtant un bateau appelé Le Rêve de Cassandre. L'un des frères, garagiste, est dominé par le démon du jeu, l'autre fréquente une superbe actrice auprès de laquelle il se fait passer pour un riche fils de famille, en empruntant au besoin des voitures de luxe au garage de son frère.
Peu à peu, leur situation financière devient très précaire et ils engagent même l'argent de leurs parents. Ils savent qu'ils peuvent en principe compter sur leur oncle Howard, frère de leur mère qui a réussi dans les affaires. Il leur propose de résoudre leurs problèmes, mais en échange, il leur demande de tuer une personne qui pourrait briser sa carrière.

## Fiche technique
- Titre : Le Rêve de Cassandre
- Titre original : Cassandra's Dream
- Réalisation : Woody Allen
- Scénario : Woody Allen
- Musique : Philip Glass
- Photographie : Vilmos Zsigmond
- Montage : Alisa Lepselter
- Production : Letty Aronson, Stephen Tenenbaum et Gareth Wiley
- Sociétés de production : Iberville Productions, Virtual Studios et Wild Bunch
- Sociétés de distribution : TFM Distribution (France) et The Weinstein Company (États-Unis)
- Pays de production :  États-Unis,  Royaume-Uni et  France
- Genre : comédie noire[1],[2], romance et thriller
- Durée : 108 minutes
- Dates de sortie :
  - Espagne : 18 juin 2007 (Avilés)
  - États-Unis : 8 octobre 2007 (Festival du film de Mill Valley) ; 18 janvier 2008 (sortie nationale)
  - France : 31 octobre 2007
  - Royaume-Uni : 14 février 2008 (Festival du film de Glasgow) ; 23 mai 2008 (sortie nationale)

## Distribution
| |  |  |
| Les acteurs Colin Farrell et Hayley Atwell à la première du film au Festival international du film de Toronto 2007. |  |  |

- Ewan McGregor (V. F. : Bruno Choël) : Ian Blaine
- Colin Farrell (V. F. : Boris Rehlinger) : Terry Blaine
- Tom Wilkinson (V. F. : Patrick Floersheim) : le riche oncle Howard
- Hayley Atwell (V. F. : Alexandra Ansidei) : Angela Stark, la petite amie de Ian
- Sally Hawkins (V. F. : Nathalie Bienaimé) : Kate, la petite amie de Terry
- John Benfield (V. F. : Guy Lamarque) : Brian Blaine
- Clare Higgins (V. F. : Béatrice Delfe) : Dorothy Blaine
- Phil Davis (V. F. : William Coryn) : Martin Burns, le collaborateur gênant de l'oncle
- Jim Carter : le patron du garage
- Peter-Hugo Daly : le propriétaire du bateau
- Ashley Madekwe : Lucy
- Andrew Howard : Jerry
- Keith Smee : un ami de Terry
- Stephen Noonan : Mel
- Dan Carter : Fred
- Richard Lintern : le réalisateur
- Jennifer Higham : Helen
- Lee Whitlock : Mike
- Michael Harm : l'agent immobilier
- Hugh Rathbone, Allan Ramsey, Paul Marc Davis, Terry Budin-Jones, Franck Viano, Tommy Mack : joueurs de Poker
- Milo Bodrozic : Milo Bodrozic
- Emily Gilchrist : Emily Gilchrist
- George Richmond : Bernard
- Phyllis Roberts : la mère de Burns
- Tamzin Outhwaite : le rencard de Burns
- Cate Fowler : la mère d'Angela
- David Horovitch (en) : le père d'Angela
- Matt Barlock : le propriétaire de la Jaguar
- Tom Fisher : Nigel
- Paul Gardner : le vendeur de Bentley
- Mark Umbers : Eisley
- Maggie McCarthy : un domestique
- Richard Graham, Ross Boatman : les détectives

Source : Version française (V.F.) sur RS Doublage

## Accueil

### Box-office
Le Rêve de Cassandre a rencontré un échec commercial aux États-Unis, où il a connu une distribution limitée, en rapportant 973 018 $ de recettes durant les cinq semaines durant lequel le film a été à l'affiche, pour un budget de 9 000 000 $. À l'international, le long-métrage totalise 21 685 514 $, pour un total de 22 658 532 $. En France, il connait un succès limité avec 420 089 entrées.